# Мексика на зимових Олімпійських іграх 1984
Мексика на зимових Олімпійських іграх 1984 року, які проходили в югославському місті Сараєво, була представлена одним спортсменом в одному виді спорту — гірськолижний спорт.
Мексика вдруге взяла участь у зимовій Олімпіаді (до того брала участь аж у 1928 році). Мексиканські спортсмени не здобули жодної медалі.

## Гірськолижний спорт
| Спортсмени            | Дисципліна                   | Фінал   | Фінал | Фінал   | Фінал | Фінал   | Фінал |
| Спортсмени            | Дисципліна                   | Спуск 1 | Місце | Спуск 2 | Місце | Разом   | Місце |
| --------------------- | ---------------------------- | ------- | ----- | ------- | ----- | ------- | ----- |
| Губертус фон Гогенлое | швидкісний спуск, чоловіки   | Н/Д     | Н/Д   | Н/Д     | Н/Д   | 1:51.57 | 38    |
| Губертус фон Гогенлое | гігантський слалом, чоловіки | 1:34.82 | 50    | 1:35.27 | 48    | 3:10.09 | 48    |
| Губертус фон Гогенлое | слалом, чоловіки             | 1:04.42 | 41    | 1:03.75 | 26    | 2:08.17 | 26    |